# Lebanorthocladius
Lebanorthocladius – wymarły rodzaj muchówek z rodziny ochotkowatych i podrodziny Orthocladiinae. Obejmuje tylko jeden wczesnokredowy gatunek, L. furcatus.

## Taksonomia
Rodzaj i jego gatunek typowy opisali po raz pierwszy Isabelle Veltz, Dany Azar i André Nel w 2007 roku na łamach „African Invertebrates”. Opisu dokonano na podstawie inkluzji w bursztynie libańskim, datowanej na neokom we wczesnej kredzie. Odnaleziono ją w Kada Dżazzin w muhafazie Al-Dżanub na południu Libanu. Nazwa rodzajowa powstała z połączenia słów Liban i Orthocladius, zaś epitet gatunkowy oznacza po łacinie „rozwidlony” i nawiązuje do budowy gonostylika.

## Morfologia
Głowa miała 0,12 mm długości, nagie oczy i pozbawiona była przyoczek. Wyraźnie owłosione czułki miały niespełna 0,8 mm długości i zbudowane były z 16 członów, z których trzonek był szeroki i zaokrąglony, a nóżka bardzo krótka.
Tułów miał niecałe 0,5 mm długości i prawie 0,4 mm wysokości. Na tarczce i zatarczy brak było szczecinek, a na tej drugiej też podłużnej bruzdy. Tarcza śródplecza opatrzona była wzgórkiem, pozbawiona zaś szczecin lancetowatych. Skrzydło przednie miało ponad 0,8 mm długości, niespełna 0,3 mm szerokości i przezroczystą, nagą błonę. Jego użyłkowanie cechowało się żyłką kostalną zakończoną przed ujściem ostatniej gałęzi żyłki radialnej i wyraźnie krótszą od żyłki poprzecznej radialno-medialnej, wyraźnie odseparowanymi gałęziami R1, R2+3 i R4+5, z których druga nie uległa rozwidleniu na R3 i R3, a R4+5 kończyła się na przeciwko szczytu żyłki M3+4, niemal prostą pierwszą gałęzią żyłki kubitalnej i brakiem żyłki poprzecznej medialno-kubitalnej. Łuseczki skrzydłowe były łyse. Przezmianki były tak długie jak głowa. Stopy wszystkich par odnóży zbudowane były wyłącznie z walcowatych członów. Golenie ostatniej pary miały po jednej ostrodze.
Odwłok miał niespełna 1 mm długości oraz 0,16 mm. Gonokoksyty były wydłużone, porośnięte licznymi, długimi szczecinkami. Łączyły się z nimi stawowo krótkie, rozwidlone gonostyliki. Górna wolsella była duża i palcowata.